# Малороссов
Малороссов — посёлок в Покровском районе Орловской области России.
Входит в состав Топковского сельского поселения.

## География
Расположен у истока речки, впадающей в реку Фошня, юго-западнее деревни Никольское.
Просёлочная дорога соединяет Малороссов с автомобильной дорогой, находящейся севернее посёлка. Имеется одна улица: Отрадная.

## Население
| 2010 |
| ---- |
| 5    |